# لغات أندورا
 
اللغة التاريخية والرسمية في أندورا هي الكتالونية، وهي لغة رومانسية. بسبب الهجرة، والروابط التاريخية، والقرب الجغرافي، فإن اللغتين الإسبانية والفرنسية هما اللغتان الشائعتان. هناك مجتمع كبير من المهاجرين يتحدثون البرتغالية. يمكن لمعظم سكان أندورا التحدث بواحدة أو أكثر من هذه اللغات، بالإضافة إلى اللغة الكتالونية. كانت الإسبانية هي اللغة الأم الأكثر شيوعًا في أندورا وفقًا لإحصائيات نسبة اللغة الأم التي أصدرتها حكومة أندورا في عام 2018. في عام 2022، أصبحت الكتالونية اللغة الأم الأكثر شيوعًا والتي يستخدمها 55.2% من سكان أندورا.
| اللغة                                                         | في المنزل | في المنزل | في المنزل | خارج المنزل | خارج المنزل |
| اللغة                                                         | 2014      | 2018      | 2022      | 2018        | 2022        |
| ------------------------------------------------------------- | --------- | --------- | --------- | ----------- | ----------- |
| الكاتالونية                                                   | 39.5%     | 35.7%     | 44%       | 55.2%       | 63.7%       |
| الأسبانية                                                     | 43.8%     | 43.2%     | 40.3%     | 37.1%       | 48.6%       |
| البرتغالية                                                    | 18.6%     | 17.1%     | 13.5%     | 3.8%        | 6.6%        |
| الفرنسية                                                      | 9.7%      | 8.9%      | 10%       | 2.2%        | 5.7%        |
| آحرون                                                         | 9%        | 6.8%      | 9.8%      | 1.5% - 10%  | 4.9%        |
| المصدر: المعرفة والاستخدامات اللغوية لسكان أندورا (1995-2022) |           |           |           |             |             |

## الكاتالونية

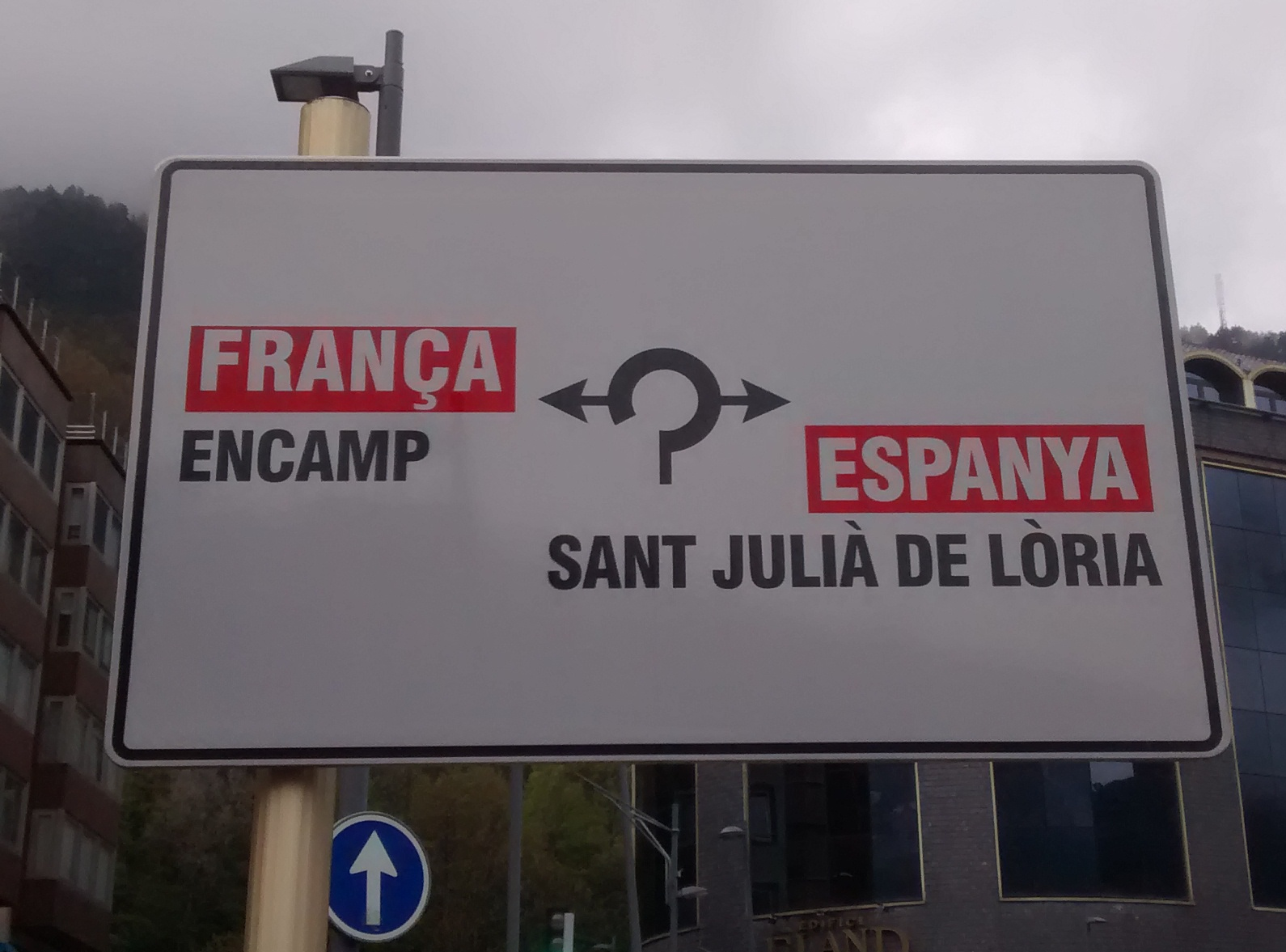
معظم اللافتات في أندورا باللغة الكاتالونية

اللغة الكتالونية هي اللغة الرسمية الوحيدة في أندورا. وهي أيضًا اللغة التاريخية والتقليدية للبلاد والتي تستخدمها الحكومة والتلفزيون والإذاعة وغيرها من وسائل الإعلام الوطنية وهي اللغة الرئيسية لجميع الأشخاص الذين يعيشون في أراضي أندورا، والذين يشكلون 44% من إجمالي السكان.  اللهجة المحلية هي اللهجة الكاتالونية الشمالية الغربية.
بدأت حكومة أندورا مؤخرًا في فرض تعلم واستخدام اللغة داخل القوى العاملة المهاجرة كوسيلة لتطبيق الدستور بالكامل والتغلب على مشكلة الأشخاص الذين يعيشون في بلد ما دون معرفة لغته الرسمية. على الرغم من السياحة الكثيفة من الناطقين بالإسبانية من إسبانيا، فإن اللافتات العامة والخاصة في أندورا أحادية اللغة في الغالب باللغة الكاتالونية.
أندورا هي الدولة الوحيدة التي تعتبر اللغة الكتالونية هي اللغة الرسمية الوحيدة فيها  والدولة الوحيدة التي تتمتع فيها اللغة الكتالونية بوضع رسمي في جميع أراضيها.

## الأسبانية
اللغة الإسبانية هي اللغة الأكثر أهمية في أندورا بعد اللغة الكتالونية. إنها اللغة الأساسية لحوالي 70% من المهاجرين الوطنيين الإسبان. معظمهم جاءوا إلى البلاد بين عامي 1955 و1985.
منذ ذلك الحين، أصبحت اللغة الإسبانية ثاني أكثر اللغات استخدامًا بين السكان الذين يعيشون في البلاد،  وعلاوة على ذلك فهي لغة التواصل السائدة بين الأشخاص من خلفيات لغوية مختلفة، مما أدى إلى تحفيز الجهود الحكومية الأخيرة لتعزيز الاستخدام العام والعالمي للغة الكتالونية.

## البرتغالية
في الماضي كانت هناك هجرة برتغالية كبيرة إلى أندورا؛ حيث بلغ عدد المواطنين البرتغاليين المقيمين في البلاد ذروته في عام 2008، حيث بلغ 13,794 شخصًا، أي 16.3% من إجمالي السكان.

## الفرنسية
أدت الحدود القريبة مع فرنسا، وانخفاض تكاليف المعيشة المعفاة من الضرائب، وفرص العمل في صناعة السياحة المزدهرة إلى أن يكون 7% من إجمالي سكان البلاد من الرعايا الفرنسيين، ومعظمهم من المهاجرين من أفريقيا الناطقة بالفرنسية. وهي لغة التواصل الرئيسية بعد اللغة الكاتالونية في إل باس دي لا كاسا على الحدود الفرنسية.
وكما هو الحال مع اللغة الإسبانية، يمكن تعليم الأطفال في المدرسة باللغة الفرنسية، إذا اختار الآباء ذلك.

## روابط خارجية
- تقرير إثنولوج عن أندورا
- وكالة المخابرات المركزية الأمريكية – كتاب حقائق العالم
- وزارة الاحصاء
- الرسائل البروتوكولية